# Juliana Suter
Juliana Suter, née le 23 avril 1998, est une skieuse alpine suisse spécialiste des épreuves de vitesse et du combiné. 
Elle est championne du monde juniors de descente 2019 et remporte la Coupe d'Europe de descente 2022.
Ses grandes sœurs Jasmina et Raphaela sont également skieuses alpines.

## Biographie
Benjamine d'une fratrie de trois skieuses, Juliana Suter est licencié au club du SC Stoos. Elle débute sur le circuit FIS à 16 ans lors de la saison 2014-2015 puis accède une première fois au niveau européen en février 2016 avant d'y prendre part plus régulièrement à partir de janvier 2017.
Le 21 décembre 2017, elle remporte ces premiers succès européen en gagnant les deux descentes du jour à Val di Fassa. Moins de deux mois plus tard elle participe à ses premiers championnats du monde juniors à Davos où elle décroche la médaille d'argent sur la descente. Lors de la saison suivante après quelques nouveaux bons résultats en coupe d'Europe, elle prend son premier départ en coupe du monde le 27 janvier 2019 à l'occasion de la descente de Garmisch-Partenkirchen. Cette première est une réussite puisqu'elle termine à la dix-huitième place (et marque donc par la même occasion ses premiers (treize) points en coupe du monde).
Au mois de février elle revient sur les pentes de ses premières victoires européennes à l'occasion des mondiaux juniors et le 21 décembre 2017 elle est sacrée championne du monde junior de descente. Ce titre lui permet de prendre le départ de la finale de coupe du monde de descente à Soldeu où elle prend la seizième place (son meilleur résultat en coupe du monde, mais qui ne lui permet pas de gagner de point puisque seules les quinze premières sont récompensées lors des finales). Par ailleurs, elle termine cette saison à la troisième place du classement européen de descente (avec 300 points obtenus en quatre podiums, dont deux encore à Val di Fassa), classement qui lui permet d'obtenir une place en coupe du monde de descente pour la saison suivante.

## Palmarès

### Coupe du Monde
- Premier départ et premier top30 : 27 janvier 2019, descente de Garmisch, 18ème
- Meilleur résultat : 16e, descente de Soldeu, 13 mars 2019
- Meilleur classement général : 110e (13 points) en 2018-2019
- Meilleur classement en descente : 41e (13 points) en 2018-2019

| Saison/Classement | Général | Général | Descente | Descente |
| Saison/Classement | Class.  | Points  | Class.   | Points   |
| ----------------- | ------- | ------- | -------- | -------- |
| 2018-2019         | 110e    | 13      | 41e      | 13       |
| 2019-2020         | 120e    | 4       | 49e      | 4        |
| 2020-2021         | 124e    | 2       | 46e      | 2        |
| 2021-2022         | -       | -       | -        | -        |

### Coupe d'Europe
- Première course : 2 février 2016, descente de Davos, 42ème[10]
- Premier top30 : 27 janvier 2017, Super G de Davos, 23ème
- Premier top10, premier podium et première victoire : 21 décembre 2017, descente de Val di Fassa[11]
- 12 podiums dont 5 victoires[12]
- Meilleur classement général : 4e en 2021-2022[13]

- Vainqueur du classement de la descente en 2021-2022[13]

| Saison/Classement | Général | Général | Descente | Descente | Super G | Super G | Combiné alpin | Combiné alpin |
| Saison/Classement | Class.  | Points  | Class.   | Points   | Class.  | Points  | Class.        | Points        |
| ----------------- | ------- | ------- | -------- | -------- | ------- | ------- | ------------- | ------------- |
| 2016-2017         | 152e    | 8       | -        | -        | 54e     | 8       | -             | -             |
| 2017-2018         | 27e     | 247     | 4e       | 247      | -       | -       | -             | -             |
| 2018-2019         | 17e     | 358     | 3e       | 300      | 23e     | 46      | 30e           | 12            |
| 2019-2020         | 29e     | 199     | 4e       | 185      | 51e     | 14      | -             | -             |
| 2020-2021         | 118e    | 26      | -        | -        | 29e     | 26      | -             | -             |
| 2021-2022         | 4e      | 511     | 1re      | 505      | 49e     | 6       | -             | -             |

### Championnat du monde junior
Juliana Suter a participé à deux éditions des championnats du monde juniors. En 2018 elle est vice-championne du monde junior de descente, puis sacrée dans la même discipline en  l'année suivante en 2019.
| Édition / Épreuve          | Descente | Super-G | Combiné |
| -------------------------- | -------- | ------- | ------- |
| Mondiaux 2018 Davos        | Argent   | Abandon | -       |
| Mondiaux 2019 Val di Fassa | Or       | Abandon | Abandon |